# Lysette Anthony
Lysette Anne Chodzko (26 de septiembre de 1963), más conocida como Lysette Anthony, es una actriz de cine, televisión y teatro británica.

## Biografía
Lysette Anthony, de ascendencia polaca, nació en Marylebone, Londres, única hija de los actores Michael Anthony (Michael Chodzko) y Bernadette Milnes.
En 1980, a la edad de 16 años, fue anunciada como el "Rostro de los años ochenta" por el fotógrafo David Bailey. Modelo de éxito antes de que se cambiara el nombre como actriz a la edad de 20, es conocida principalmente por sus papeles en Maridos y esposas (1992), de Woody Allen, y la comedia Three Up, Two Down. En el diario The Sunday Times del 15 de octubre de 2017, Anthony aseguró públicamente que el productor Harvey Weinstein la violó en la década de los 80.

## Carrera

### Cine
Sus trabajos en cine incluyen Krull,  con Kenneth Marshall y Freddie Jones; la película neerlandesa de 1987 Zoeken naar Eileen; la miniserie de 1988 Jack the Ripper como Mary Jane Kelly con Michael Caine y Jane Seymour; Without a Clue (Sin pistas), otra vez con Michael Caine y Ben Kingsley; y  Maridos y mujeres, de Woody Allen, donde era la amante neurótica del personaje interpretado por Sydney Pollack. Otros créditos suyos en cine son: Goodbye to Harry; El lago, con Patrick Bergin; Historia de la momia, con Christopher Lee; Drácula, un muerto muy contento y feliz, de Mel Brooks; Dr. Jekyll and Ms. Hyde, con Sean Young; Mira quién habla ahora, con John Travolta; Save Me, de Alan Robert con Harry Hamlin; The Hour of the Pig (El abogado), que protagonizó junto a Colin Firth; y The Lady and the Highwayman, con Hugh Grant y Emma Samms.

### Televisión
Muy conocida por el público televisivo, sus créditos incluyen Murder at Suburbia, Agatha Christie's Poirot, un papel regular en la premiada telenovela Night and Day (ITV), Hotel!, para el canal 5 de la BBC, Jonathan Creek, Oliver Twist, Dombey and Son, Campion, Lovejoy, Hollyoaks y Auf Wiedersehen Pet. También protagonizó durante seis años la comedia de la BBC Three Up, Two Down. También ofreció una interpretación memorable con el personaje de Angelique la Bruja en ocho episodios del revival televisivo de la célebre serie Dark Shadows, donde hablaba con acento francés. También interpretó a la señorita Scarlett en la tercera temporada de Cluedo, en ITV en 1992. Participó en Trilogy of Terror II, donde se las vio con el ya famoso muñeco zuni. También interpretó a Rowena en la película para televisión de 1982 Ivanhoe, donde la acompañaron James Mason, Sam Neill y Anthony Andrews.
Sus apariciones en televisión en el 2006 incluyeron papeles como invitada especial en Urgencias y un nuevo piloto de la sitcom Baggy Trousers. Asimismo, desempeñó el papel de Rachel Heath, un personaje semi regular en El proyecto de ley y Veronica Cray en el episodio "The Hollow", una de dos partes de la serie Agatha Christie's Poirot, de ITV, protagonizada por David Suchet. También tuvo una fugaz aparición en la serie Coronation Street, en un episodio emitido el 13 de agosto de 2010.

### Teatro
Anthony hizo su primera actuación en el Teatro de Cambridge, a los 10 años. Cuatro años más tarde actuó con la National Youth Theatre. 
Interpretó en el West End a Arabella Lucrecia en la exitosa comedia The New Statesman, dirigida con Rik Mayall, de Josie Rourke. También desempeñó el papel de Juana Lyppiatt en Present Laughter, de Noël Coward (con Simon Callow), y el papel de Leonor Muerto cómico, de Terry Johnson, en el West Yorkshire Playhouse.
Otros créditos notables de Anthony en el teatro incluyen:
- Los monólogos de la vagina, en el Royal Albert Hall.
- El papel de Jackie Bouvier Kennedy Onassis (en la mudanza de la obra de Broadway), en el Queen's Theatre
- 23:59, en The Crucible, Sheffield.
- Juguetes en el ático, en Watford, con Hayley Mills.
- Restoration, en el Bristol Old Vic.
- The Lady' Not for Burning, en el Northcott Theatre, Exeter.
- Espectros, de Ibsen.
- The New Statesman, con Rik Mayall.
- Hay Fever (2008), de Noël Coward
- El abanico de Lady Windermere, en el Royal Exchange, Mánchester
- 84, Charing Cross Road, en el Salisbury Playhouse

### Videos musicales
Anthony también apareció en numerosos vídeos musicales para artistas como Bryan Adams ("Summer of 69", "Heaven", "Somebody" y "Run to You"), Depeche Mode ("I Feel You"), Rainbow ("Street of Dreams") y Simian Mobile Disco ("Cruel Intentions").

### Audio
En 2008, Anthony interpretó el papel de Clara Harris en el episodio en audio de Doctor Who "Assassin in the Limelight". En febrero de 2010, se anunció que volvería al mundo de Sombras tenebrosas para protagonizar el audio Kingdom of the Dead.

## Premios y nominaciones
| Año  | Categoría                                     | Premio            | Trabajo nominado | Resultado |
| ---- | --------------------------------------------- | ----------------- | ---------------- | --------- |
| 2017 | Best Partnership (junto a Nicole Barber-Lane) | Inside Soap Award | Hollyoaks        | Ganadora  |